# IC 5042
IC 5042 је спирална галаксија у сазвјежђу Паун која се налази на листи објеката дубоког неба у Индекс каталогу.
Деклинација објекта је - 65° 5' 1" а ректасцензија 20h 47m 46,1s. Привидна величина (магнитуда) објекта IC 5042 износи 12,6 а фотографска магнитуда 13,3. IC 5042 је још познат и под ознакама ESO 106-13, IRAS 20434-6515, PGC 65394.